# Dilman Dila
Dilman Dila es un escritor, cineasta y activista social de Uganda. Es autor de una colección de cuentos, A Killing in the Sun, y de dos novelas, Cranes Crest at Sunset y The Terminal Move. Fue preseleccionado para el Premio Commonwealth de relato corto 2013 por "A Killing in the Sun", seleccionado para el premio Short Story Day Africa 2013, y nominado a los Million Writers Awards 2008 por el cuento corto "Homecoming". Fue incluido en la lista del Concurso Internacional de Dramaturgia de Radio de la BBC con su primera obra, Toilets are For Something Fishy. Su película The Felistas Fable (2013) ganó cuatro premios en el Festival de Cine de Uganda 2014, por Mejor Guion, Mejor Actor, Mejor Largometraje y Película del Año (Mejor Director). Ganó dos nominaciones en los premios Premios de la Academia del Cine Africano a Mejor ópera prima de un director y Mejor artista de maquillaje. También fue nominado para los Africa Magic Viewers Choice Awards al mejor artista de maquillaje 2013. En 2015, fue seleccionado para el Premio Inaugural de Literatura Jalada por su cuento "Onen and his Daugther".

## Biografía
Dilman nació en Tororo, Uganda, el 31 de diciembre de 1977. Creció con su familia en Bazaar Street, que albergaba una multitud de culturas y nacionalidades. Fue la exposición a las historias de diferentes tribus lo que le dio una base sólida en la narración.
Al completar su título en la Universidad Makerere, trabajó para organizaciones de derechos humanos y agencias no gubernamentales durante ocho años, una experiencia que lo llevó a ser activista social y le proporcionó material para su escritura y realización cinematográfica.

## Carrera

### Como escritor
Se inició en la narración a una edad temprana gracias a los cuentos populares que solía escuchar en la ciudad en la que creció, Tororo. Comenzó a escribir cuando tenía 15 años. Sus primeras obras aparecieron impresas en The Sunday Vision en 2001, y desde entonces han aparecido en varias revistas electrónicas y antologías de libros. Estos incluyen la antología The African Roar en 2013, Storymoja y Gowanus Books.
Sus textos son de ficción especulativa, especialmente en los géneros de terror, ciencia ficción y fantasía. La historia ganadora del Commonwealth Short Story Prize, "A Killing in the Sun", es un cuento de fantasmas. Publicó su primera historia de ciencia ficción, Lights on Water, en The Short Anthology.
En 2013, fue preseleccionado para el prestigioso Commonwealth Short Story Prize y para el Short Story Day Africa Prize.
El mismo año, la Universidad Estatal de San Diego incluyó su cuento "Homecoming", en su programa de estudios para un curso de inglés.

### Como director
Dila es un cineasta autodidacta. Sin embargo, se benefició del Maisha Film Lab, donde aprendió el oficio de mentores experimentados de Bollywood y Hollywood. Asistió a cinco laboratorios diferentes con Maisha, que abarcan un período de 2006 a 2008, en las áreas de escritura de guiones y dirección, tanto de ficción como de documental. Las otras capacitaciones que obtuvo incluyen el Durban Talent Campus 2008, Taller de guionistas de MNet 2009, European Social Documentary International 2012 y Berlinale Talents en 2014.
Con The Sound of One Leg Dancing (2011), ganó el premio del jurado en el Festival Internacional de Cine Indígena de Nepal en 2012. The Dancing Poet (2012) fue su debut en el festival en línea We Speak, Here en 2014.
Su primer largometraje narrativo, The Felistas Fable (2013) ganó dos nominaciones en los premios Africa Movie Academy Awards a Mejor ópera prima de un director, y Mejor Artista de maquillaje. También fue nominado en los Premios African Magic Viewers Choice 2014 en la categoría Mejor Artista de Maquillaje.